# Psammodius tesari
Psammodius tesari är en skalbaggsart som beskrevs av Rakovic 1977. Psammodius tesari ingår i släktet Psammodius och familjen Aphodiidae. Inga underarter finns listade i Catalogue of Life.